# Dominique Lang
Dominique Lang (n. 15 aprilie 1874, Dudelange, Esch-sur-Alzette, Luxemburg – d. 22 iunie 1919, Schëffleng, Esch-sur-Alzette, Luxemburg) este considerat cel mai important pictor impresionist din Luxemburg. A pictat atât portrete, cât și peisaje, deși a fost angajat ca profesor de liceu.

## Cariera
După ce și-a încheiat studiile în 1901, s-a lansat într-o fază prerafaelită, când a pictat Botezul lui Hristos, o frescă în biserica din Junglinster, urmată de tablouri pentru noua biserică din Dudelange. Călătorind cu ajutorul unei subvenții de stat, a petrecut apoi patru luni studiind arta la Florența și Roma. Întors în Dudelange, s-a confruntat nu doar cu probleme financiare, ci și cu critici negative despre picturile sale din partea Cercle artistique de Luxembourg. A început să sufere de dureri de cap înfricoșătoare, care l-au dus la depresie. Arta sa a fost influențată de lecturile lui Ruskin, Schopenhauer și Spengler, îndrumându-l spre o perioadă simbolistică, în care opera sa seamănă cu cea a prerafaeliților englezi care au reacționat împotriva mecanizării evocând legendele Evului Mediu. Picturile sale La jeune fille et la mort și La mort entrant dans la maison sunt din această perioadă. Tot în această perioadă, a părăsit casa familiei și a înființat un studio într-o zonă mai săracă din Dudelange.
După câteva luni la Paris (1905), Lang a fost admis la Academia de Arte Frumoase din München în martie 1906, unde a studiat arta contemporană și impresionismul (din 1907), ceea ce a avut un efect drastic asupra stilului său de pictură. Când s-a întors la Dudelange, a deschis un studio de fotografie care i-a adus în sfârșit un venit rezonabil. În 1911, s-a căsătorit cu Anne-Marie Ney în 1911, care va apărea în multe dintre picturile sale, și în același an a început să lucreze ca profesor de artă. A predat mai întâi la Lycée des Filles din Luxembourg și apoi la Ecole industrielle et commerciale din Esch-sur-Alzette. Imposibil să-și câștige viața din tablourile sale, pentru care a primit puțină recunoaștere în timpul vieții, Lang a trebuit să rămână profesor pentru tot restul vieții sale.
Tablourile sale au devenit din ce în ce mai impresioniste, pline de lumină tot mai strălucitoare și adesea înfățișând o tânără îmbrăcată în alb. Folosind tușe scurte, a folosit din belșug albastru și verde. Apoi, în 1912-13, a început să adopte culoarea pură utilizată de Claude Monet, Pierre-Auguste Renoir și Camille Pissarro. În această perioadă, a început să se aventureze pe malurile râului Alzette pictând scene de livezi, culesul florilor și recoltarea fructelor sau din casele țăranilor din zona în care locuia. Pictura lui Dudelange en 1917 este o ilustrare a aversiunii sale caracteristice pentru industrializare. Nu se observă fabricile sau locuințele muncitorilor în mediul idilic din jurul orașului.
Perioada de sfârșit a vieții lui Lang a fost din nou una plină de pesimism și de suferință din ce în ce mai mare, întrucât avea migrene severe și a orbit aproape în totalitate. Avea 45 de ani când a murit la Schifflange la 22 iunie 1919 și a fost înmormântat în Dudelange-ul natal.

## Gallery

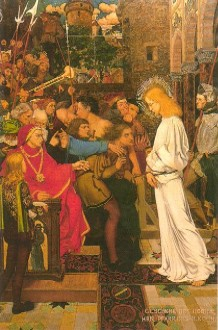
Dominique Lang: Prima oprire pe drumul Crucii, Biserica din Dudelange (c. 1901)
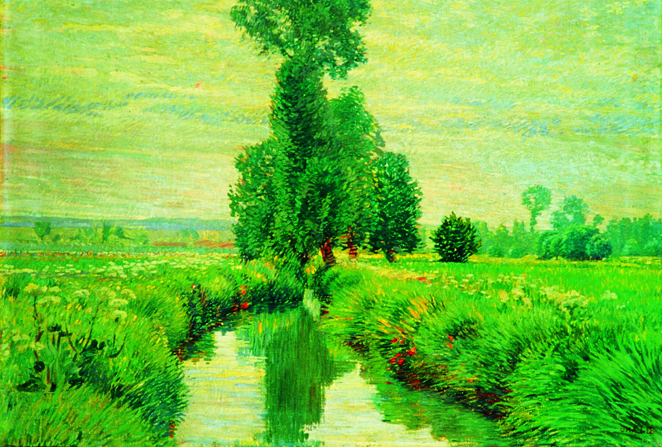
Dominique Lang: Băncile din Alzette (1915)
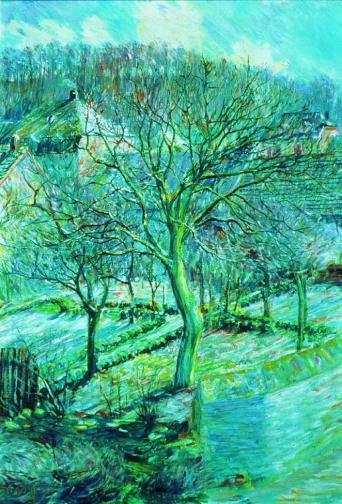
Dominique Lang: Nuc în razele de soare ale primăverii (1915)